# 1935

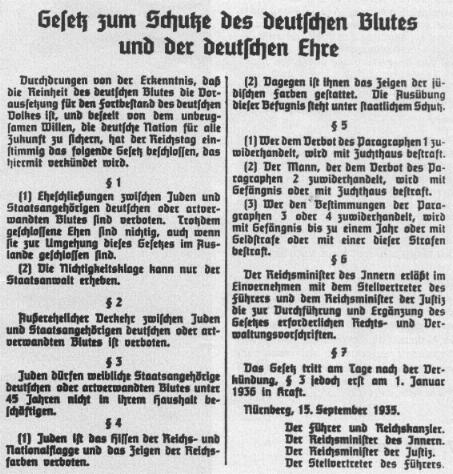
Het 'Blutschutzgesetz' verbiedt huwelijken tussen Joden en 'Ariërs'

1935 is een jaartal volgens de christelijke jaartelling.

## Gebeurtenissen

### Januari
- 13 vindt in het Saargebied, dat tot dan toe onder bestuur van de Volkenbond stond, een volksstemming plaats. Hierbij stemt de grote meerderheid (90.4%) voor aansluiting van het gebied bij Duitsland.
- 16 - In Florida worden na een urenlang vuurgevecht Ma Barker en haar zoon Fred door de FBI doodgeschoten.

### Februari
- 20 - Caroline Mikkelsen, echtgenote van een Deense walvisvaarder, betreedt als eerste vrouw de zuidpool.

### Maart
- 1 - De formele overdracht van Saarland vindt plaats.
- 1 - Bekendmaking van de vorming van de Duitse Luftwaffe onder leiding van Hermann Göring.
- 2 - In Griekenland breekt een opstand uit van aanhangers van Venizelos en Plastiras onder leger en vloot. Venizelos sluit zich bij de opstandelingen aan.
- 2 - De Britse oud-premier David Lloyd George legt zijn voorstellen voor een 'Britse New Deal' aan de ministerraad voor.
- 9 - In Turkije komt het nieuwe parlement bijeen, waarin nu ook vrouwen zitting hebben.
- 11 - De Griekse opstand mislukt, en Venizelos vlucht naar ballingschap in Italië.
- 29 - België verlaat de goudstandaard. De Belgische frank wordt gedevalueerd tot 72% van de oude waarde. Emile Francqui wordt samen met Charles Fabri genoemd in financiële malversaties met betrekking tot de devaluatie van de Belgische frank.
- maart - Duitsland maakt officieel bekend dat het een luchtmacht heeft. Het zegt het militaire deel van het verdrag van Versailles op, en voert de dienstplicht in. Dit leidt internationaal tot heftige reacties.

### April
- 4 - Het Ierse parlement keurt een nationaliteitswet goed die de Ieren het Britse staatsburgerschap ontneemt. Dit is een nieuwe stap van de Ierse Vrijstaat naar volledige onafhankelijkheid.
- 5 - Alle 'niet-Arische' schrijvers in Duitsland worden uit de schrijversbond gezet. Ze kunnen daardoor geen boeken of artikelen meer publiceren.
- 6 - De KLM Fokker F.XII "Leeuwerik" stort neer bij Brilon in Duitsland. Alle zeven inzittenden - onder wie piloot Piet Soer - komen om het leven.
- 14 - Zwarte Zondag. In het middenwesten en het zuiden van de Verenigde Staten, die al sinds de jaren 20 door droogte worden geteisterd, vindt een reusachtige stofstorm plaats.
- 14 - Aan het slot van hun Conferentie van Stresa komen Groot-Brittannië, Frankrijk en Italië overeen het Franse protest tegen de Duitse herbewapening te steunen en Oostenrijks onafhankelijkheid te garanderen. Ze zullen streven naar een oostpact en naar een luchtpact voor Europa.
- 18 - In Amsterdam gaat de film Op stap in première, met het lied "Als je voor een dubbeltje geboren bent".
- 19 - Philip van Zuylen van Nijevelt opent de poorten van Landgoed Duinrell op de Wassenaarse Slag voor het publiek. Er is nog niet veel meer dan een theetuin met speeltoestellen eromheen.
- 20 - België zal voorlopig de spelling van het Nederlands niet wijzigen, en de spelling-Marchant niet invoeren.
- 26 - Wegens een dreigend faillissement van de zakenman Anton Kröller wordt zijn jachtterrein De Hoge Veluwe ondergebracht in een stichting.
- 27 - 25 november - Wereldtentoonstelling van 1935 in de Brusselse wijk Heizel. Thema is de koloniale economie, met een verwijzing naar de stichting van de Vrijstaat Congo vijftig jaar geleden. Er nemen 24 landen deel.

### Mei
- 5 - De NMBS opent haar eerste elektrische lijn tussen Brussel, Mechelen en Antwerpen.
- 12 - De Amerikanen Robert Smith en Bill Wilson stichten Alcoholics Anonymous.
- 14 - Opening van de Kleine Beltbrug, die Jutland verbindt met het eiland Funen.
- 16 - Het Noorder Dierenpark in Emmen opent zijn deuren.
- 25 - Jesse Owens loopt en springt vier wereldrecords binnen één uur bij wedstrijden in Ann Arbor, Michigan.

### Juni
- juni - De nieuwe Britse regering van de conservatieve premier Stanley Baldwin sluit eenzijdig een verdrag met Duitsland waarin Duitsland 35% van het tonnage van de Britse oorlogsvloot mag bouwen. Daarmee is het met het Stresafront gedaan.
- 4 - In Den Helder onthult koningin Wilhelmina een Nationaal monument voor het Nederlandse Reddingswezen in de vorm van een carillon met een dertigtal klokken.
- 12 - In de Chaco-oorlog tussen Paraguay en Bolivia komt het tot een definitieve wapenstilstand.
- 24 - De populaire tangozanger Carlos Gardel en zijn begeleiders en gevolg komen om bij een vliegtuigcrash boven Colombia. Miljoenen fans in Latijns-Amerika zijn in rouw gedompeld.
- 26 - Een nieuwe wet maakt het in Duitsland mogelijk om tot gedwongen abortus over te gaan om het overdragen van erfelijke aandoeningen te voorkomen.
- 27 - Oprichting in Nederland van de antifascistische beweging Eenheid door Democratie als reactie op het succes van de NSB. Tegenover de keuze "Mussert of Moskou" stelt EdD "Mussert noch Moskou".

### Juli
- 11 - De Spaanse deelnemer aan de Ronde van Frankrijk Francisco Capeda, bijgenaamd El Negro, valt bij Bourg d’Oisans in een ravijn. Hij overlijdt op 14 juli in een Frans ziekenhuis.
- 14 - De KLM Fokker F22 "Kwikstaart" stort vlak na de start neer op een dijk naast Schiphol. Vier bemanningsleden en twee passagiers komen om - 14 andere inzittenden overleven de crash.
- 15 - Vaststelling van de Neurenberger Rassenwetten, die bepalen dat huwelijken en buitenechtelijke seksuele omgang tussen Joden en 'Ariërs' verboden zijn. Daarnaast worden Joden uit de ambtenarij verbannen en mogen ze geen arts meer zijn aan algemene ziekenhuizen. Vele Joden worden, vaak om relatief kleine vergrijpen, naar gevangenissen of concentratiekampen gestuurd.
- 17 - De KLM DC-2 "Maraboe" verongelukt op het vliegterrein van Bushehr in Iran. Alle twaalf inzittenden - onder wie piloot Jan Hondong en een baby van zes maanden - komen met de schrik vrij. Het vliegtuig wordt door brand verwoest.
- 20 - De KLM DC-2 "Gaai" verongelukt in de Zwitserse Alpen. Alle dertien inzittenden - onder wie de stewardess-in-opleiding Ans Hermanides - laten het leven. Dit is het derde ernstige vliegongeval in wat de "Zwarte Week" van de KLM wordt genoemd.
- 23 - Aan de Kreekweg in Rotterdam-Zuid wordt de eerste paal geslagen voor een nieuw voetbalstadion. Door de zachte winter kan Stadion Feijenoord al een jaar later in gebruik worden genomen, met de wedstrijd Feyenoord-Beerschot (5-2).
- Italië stuurt extra troepen naar Eritrea en Italiaans-Somaliland. Ook nadat het conflict over Oeal Oeal wordt opgelost, blijft Italië harde eisen stellen aan Ethiopië, en is het land duidelijk op oorlog uit. De Volkenbond tracht te bemiddelen, maar het voorstel wordt door Italië verworpen.
- Damenklub Violetta kan, onderdruk van de nazi's, ook niet langer clandestien voortgezet worden.

### Augustus
- 16 - De Noorse vliegenier Thor Solberg landt bij Oslo na de eerste vlucht van Amerika naar Noorwegen. Hij heeft er vier weken over gedaan, en tussenstops gemaakt op Groenland, IJsland, de Faeröer en Bergen. Hij volgt in omgekeerde richting de route van de zeevaarder Leif Eriksson, naar wie hij ook zijn vliegmachine heeft genoemd.

### September
- 1 - In de Rooms-Katholieke Kerken wordt een herderlijk schrijven voorgelezen, waarin het nationaalsocialistische 'Duitse geloof' wordt aangeduid als het 'nieuwe heidendom'. De staat op zijn beurt treedt zeer hard op tegen elke katholieke activiteit die als politiek en niet slechts zuiver religieus beschouwd kan worden. Diverse katholieke organisaties worden verboden.
- 3 - De Britse autocoureur Malcolm Campbell verbetert zijn snelheidsrecord voor het laatst. Op de Bonneville-zoutvlakte in Utah bereikt hij bij twee pogingen een gemiddelde snelheid van 301.337 mph (484.955 km/h).
- 4 - De Maginotlinie is klaar voor gebruik.
- 8 - De Amerikaanse senator Huey Long wordt neergeschoten. Hij sterft twee dagen later.
- 8 - De Imam van Jemen treedt af na de verloren oorlog met Saudi-Arabië.
- 16 - Puck van Heel slaat de eerste paal voor het nieuwe Feijenoordstadion De Kuip.
- 30 - Prinses Juliana opent in Amsterdam de eerste Nederlandse opleiding voor geleidehonden.

### Oktober
- 2 - Italië valt Ethiopië binnen. De Italiaanse troepen rukken op op de diverse fronten, en er vinden luchtbombardementen plaats. De Volkenbond besluit tot sancties tegen Italië. Er komt echter geen olieboycot. Frankrijk en het Verenigd Koninkrijk komen tot een nieuw vredesvoorstel, dat niet alleen door de oorlogvoerende partijen, maar ook door de internationale gemeenschap wordt verworpen, omdat de publieke opinie het als een beloning van de Italiaanse agressie ziet. Zie verder: Tweede Italiaans-Ethiopische Oorlog
- 2 - Het Wereldkampioenschap schaken 1935, de tweekamp tussen Aleksandr Aljechin en Max Euwe, wordt officieel geopend in het Carlton Hotel in Amsterdam. Het kampioenschap zou bijna drie maanden in beslag nemen.
- 6 - In Ethiopië veroveren Italiaanse troepen de stad Adwa.
- 23 - In Canada komen de Liberalen weer aan de regering. William Mackenzie King wordt voor de derde maal premier. Onder de Conservatieven is het land weggezakt in een uitzichtloze crisis.

### November

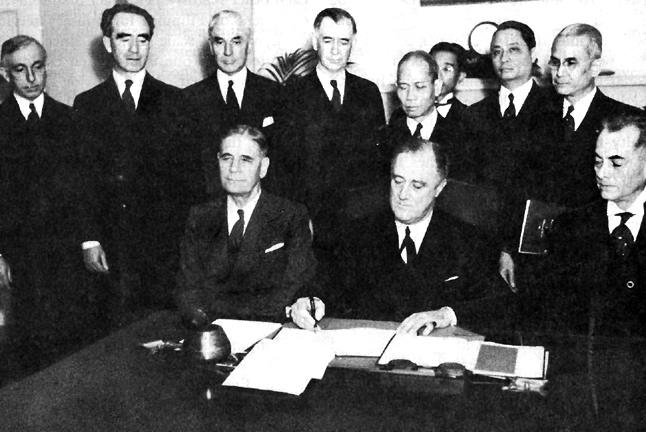
Ondertekening van de Filipijnse grondwet.

- 3 - Bij een volksstemming stemt de grote meerderheid van de Grieken in een referendum voor de monarchie, waarna koning George II als vorst terugkeert.
- 11 - António Egas Moniz voert de allereerste lobotomie uit.
- 14 - In Nazi-Duitsland verliezen de joden hun staatsburgerschap.
- 15 - De Filipijnen krijgen een autonome regering onder leiding van Manuel Quezon. Dit is de eerste stap op weg naar volledige onafhankelijkheid die na circa 10 jaar moet plaatsvinden.
- 24 - Het Oudheidkundig Museum van Oss met de vondsten uit het Vorstengraf Oss en de Zevenbergen gaat open voor publiek.
- november - In Nederland presenteert de SDAP het Plan van de Arbeid.

### December
- 5 - Het eerste KI-kalf wordt bij Jan Wemer te Elsloo geboren.
- 12 - Op initiatief van Himmler wordt in Berlijn de Lebensborn Vereniging opgericht met als doel het geboortecijfer te verhogen teneinde een zuiver, arisch ras te scheppen in overeenstemming met nationaalsocialistische rassen- en gezondheidsideologie.
- 15 - De Nederlander Max Euwe wordt wereldkampioen schaken.
- In de Sovjet-Unie zijn de zuiveringen in volle gang. Het eerste grote stalinistische showproces komt tot een einde, en Grigori Zinovjev en Lev Kamenev worden met anderen voor diverse misdrijven tot 5 tot 10 jaar gevangenisstraf veroordeeld.
- Japan is opnieuw in het offensief in China, zowel militair als diplomatiek. Dit leidt uiteindelijk tot een door Japan gesteunde autonomie van de provincies Hopei en Chahar. Ook op Mongolië wordt druk uitgeoefend, en er vinden grensincidenten plaats langs de grens tussen Mantsjoekwo en de Sovjet-Unie.

zonder datum
- In 1935 vinden vijf zonsverduisteringen plaats. Dit aantal komt uiterst zelden voor, de eerstvolgende keer dat er vijf verduisteringen in een jaar plaatsvinden zal zijn in 2206.
- In de Verenigde Staten wordt een pakket van maatregelen op het gebied van de sociale zekerheid genomen. Een uitgebreid stelsel van tewerkstelling treedt in werking, er wordt een verplichte werkloosheidsverzekering ingevoerd, noodlijdende ouderen krijgen een staatspensioen en de publieke gezondheidszorg wordt uitgebreid.

## Muziek
- 30 april - Duke Ellington neemt het nummer In a Sentimental Mood op.
- 10 augustus - Première van de musical Top Hat met o.a. de hit "Cheek to cheek" door Fred Astaire.
- 10 oktober - George Gershwins opera Porgy and Bess gaat op Broadway in première.
- 31 oktober - Henriëtte Bosmans' vioolwerk Concertstuk voor viool en orkest gaat in première
- Carl Orff selecteert een aantal liederen uit de middeleeuwse Carmina Burana en schrijft er zijn eigen muziek bij.
- Frances Langford breekt door in de musicalfilm Every night at eight met het nummer 'I'm in the Mood for Love"
- Louis Davids, hoofdrolspeler in Op stap, heeft groot succes met het liedje "Als je voor een dubbeltje geboren bent".
- Willy Derby heeft een hit met "Daar bij die molen" van Jan van Laar.

Premières
- 30 januari: Knudåge Riisagers Primavera
- 1 maart: Arnold Bax' Strijkkwintet
- 23 april: Aram Chatsjatoerjans Symfonie nr. 1 (afstudeerproject)
- 2 mei: Henk Badings' Symfonie nr. 3
- 17 mei: Benjamin Brittens filmmuziek voor The King's Stamp wordt opgenomen
- 15 juni: eerste vertoning van de film Pepo met muziek van Aram Chatsjatoerjan
- 20 juli: Benjamin Brittens filmmuziek The Tocher wordt opgenomen; ook de muziek voor Telegrams wordt opgenomen, maar de banden waren beschadigd en de opnamen moesten opnieuw gemaakt worden
- 31 juli: Albert Roussels ballet Aeneas
- 4 september: Arnold Bax' The morning watch
- 21 november: Knudåge Riisagers Sinfonia (derde symfonie)
- 21 november: Arnold Bax' Symfonie nr. 6

## Beeldende kunst

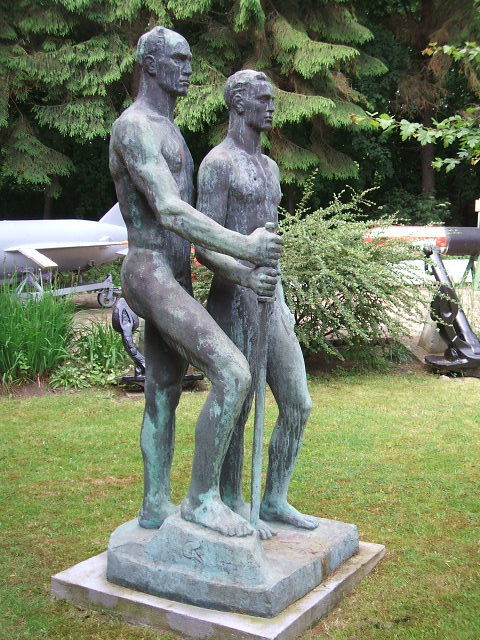
monument Marinemuseum Dänholm (1935) Georg Kolbe, Stralsund

## Bouwkunst

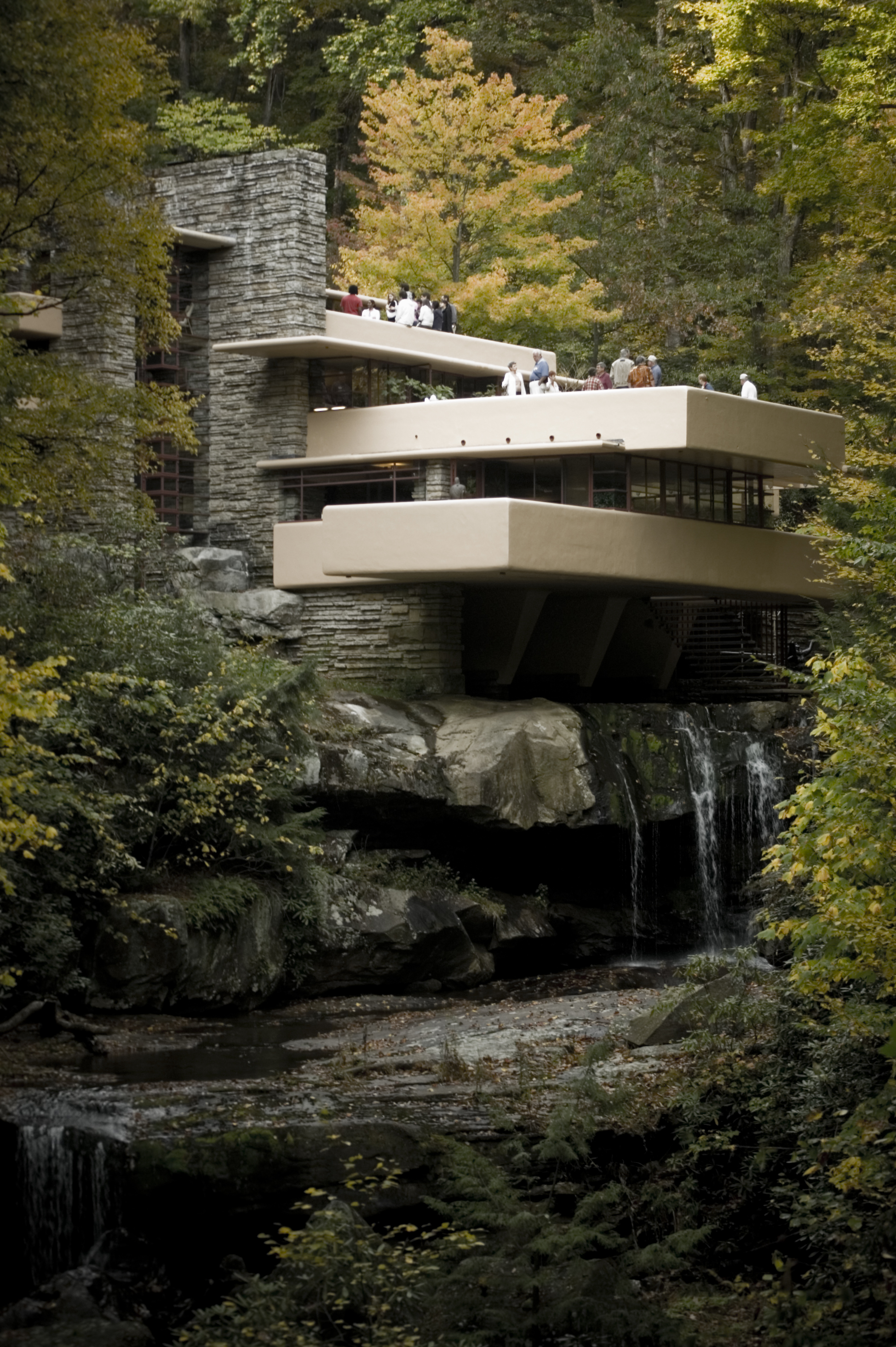
villa Fallingwater (1935) Frank Lloyd Wright, Pennsylvania
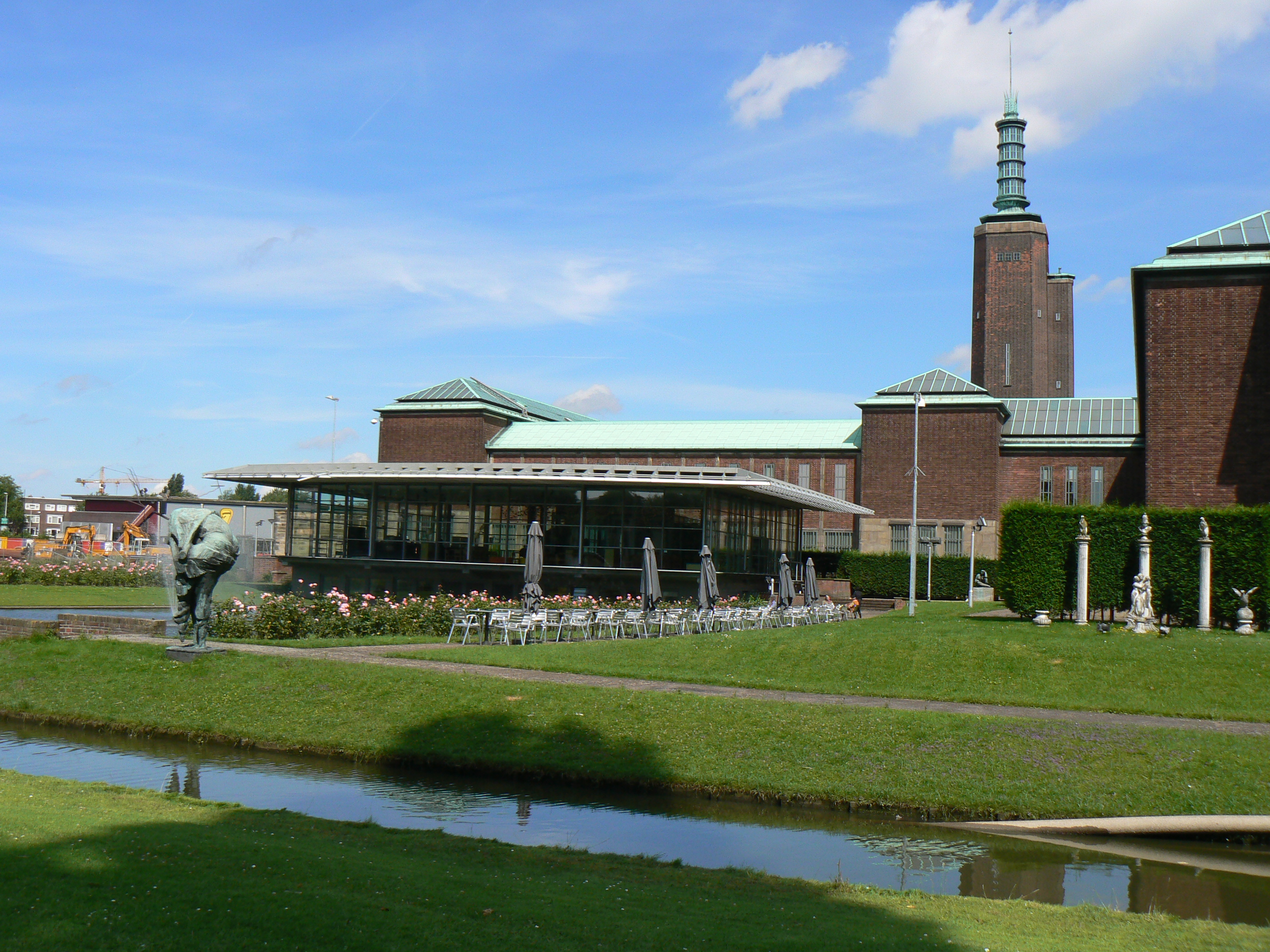
Museum Boijmans Van Beuningen, Rotterdam, Ad van der Steur

## Geboren

### januari
- 3 - Giovanni Lajolo, Italiaans kardinaal
- 4 - Floyd Patterson, Amerikaans bokser (overleden 2006)
- 4 - Toru Terasawa, Japans atleet
- 8 - Elvis Presley, Amerikaans zanger (overleden 1977)
- 9 - Hugo Weckx, Belgisch politicus (overleden 2024)
- 10 - Ronnie Hawkins, Amerikaans muzikant (overleden 2022)
- 11 - Ghita Nørby, Deens actrice
- 16 - Inger Christensen, Deens dichter (overleden 2009)
- 16 - A.J. Foyt, Amerikaans autocoureur
- 16 - Udo Lattek, Duits voetballer en voetbaltrainer (overleden 2015)
- 17 - Boris Stenin, Russisch langebaanschaatser, schaatscoach en wetenschapper (overleden 2001)
- 20 - Ward Demuyt, Belgisch volksvertegenwoordiger en burgemeester (overleden 2023)
- 21 - Arthur Ayrault, Amerikaans roeier (overleden 1990)
- 23 - Joop van Zijl, Nederlands journalist, presentator en nieuwslezer
- 25 - Henk Hendriksen, Nederlands burgemeester (overleden 2019)
- 26 - Friðrik Ólafsson, IJslands schaker (overleden 2025)
- 26 - James Ramlall (Bhai), Surinaams dichter (overleden 2018)
- 26 - Paula Rego, Portugees-Brits kunstschilderes (overleden 2022)
- 27 - Vitaliano Agan, Filipijns politicus (overleden 2009)
- 28 - Nicholas Pryor, Amerikaans acteur (overleden 2024)
- 29 - Piet Olofsen, Nederlands atleet (overleden 2013)
- 30 - Richard Brautigan, Amerikaans schrijver (overleden 1984)
- 30 - Kees van den Broek, Nederlands literair vertaler (overleden 1990)
- 30 - Dorothy Provine, Amerikaans actrice (overleden 2010)
- 31 - Kenzaburo Oë, Japans schrijver (overleden 2023)
- 31 - Guy Ullens de Schooten Whettnall, Belgisch ondernemer (overleden 2025

### februari
- 1 - Vladimir Aksjonov, Russisch kosmonaut (overleden 2024)
- 2 - Juliusz Paetz, Pools R.K. aartsbisschop (overleden 2019)
- 3 - Richard Utley, Brits autocoureur
- 3 - Johnny "Guitar" Watson, Amerikaans zanger en gitarist (overleden 1996)
- 7 - Herb Kohl, Amerikaans politicus (overleden 2023)
- 9 - Annemie Heymans, Nederlands kinderboekenschrijfster (overleden 2008)
- 10 - Miroslav Blažević, Kroatisch voetballer en voetbaltrainer (overleden 2023)
- 10 - Ben Steneker, Nederlands countryzanger
- 11 - Alfonso Hüppi, Duits beeldend kunstenaar
- 11 - Gene Vincent, Amerikaans rock-'n-roll-zanger (overleden 1971)
- 12 - Jan Roeland, Nederlands kunstschilder (overleden 2016)
- 13 - Marie-Thérèse Orain, Frans zangeres en actrice
- 14 - Christel Adelaar, Nederlands zangeres en actrice (overleden 2013)
- 14 - Patricia Bredin, Brits actrice en zangeres (overleden 2023)
- 14 - Mickey Wright, Amerikaans golfspeelster (overleden 2020)
- 15 - Susan Brownmiller, Amerikaans journaliste, schrijfster en activiste (overleden 2025)
- 15 - Bertien van Manen, Nederlands fotografe (overleden 2024)
- 16 - Onesimo Gordoncillo, Filipijns aartsbisschop (overleden 2013)
- 17 - Christina Pickles, Amerikaans actrice
- 18 - Joelian Kalisjer, Russisch animatiefilmmaker (overleden 2007)
- 19 - Alexandra Terlouw-van Hulst, Nederlands schrijfster (overleden 2017)
- 22 - Ineke Haas-Berger, Nederlands politica
- 25 - Tony Campolo, Amerikaans predikant en schrijver (overleden 2024)
- 25 - Pepe, Braziliaans voetballer en trainer
- 26 - Jacques Commandeur, Nederlands acteur (overleden 2008)
- 26 - Dorval Rodrigues, Braziliaans voetballer (overleden 2021)
- 27 - Mirella Freni, Italiaans sopraan (overleden 2020)

### maart
- 1 - Ruth Gassmann, Duits actrice en zangeres (overleden 2020)
- 3 - Zjeljoe Zjelev, Bulgaars politicus (president) (overleden 2015)
- 4 - Bent Larsen, Deens schaker (overleden 2010)
- 4 - Kazimierz Paździor, Pools bokser (overleden 2010)
- 5 - Letizia Battaglia, Italiaans journaliste en fotografe (overleden 2022)
- 6 - Lisa Gaye, Amerikaans zangeres, actrice en danseres (overleden 2016)
- 8 - José Segú, Spaans wielrenner (overleden 2010)
- 11 - Eulogio Martínez, Spaans-Paraguayaans voetballer (overleden 1984)
- 12 - John Doherty, Brits voetballer (overleden 2007)
- 12 - Boris Markarov, Russisch waterpolospeler (overleden 2023)
- 15 - Nabil Elaraby, Egyptisch diplomaat, hoogleraar, rechter en politicus
- 15 - Judd Hirsch, Amerikaans acteur
- 15 - Jimmy Swaggart, Amerikaans evangelist en muzikant (overleden 2025)
- 17 - Valerio Adami, Italiaans kunstschilder
- 17 - Ab Geldermans, Nederlands wielrenner en ploegleider (overleden 2025)
- 17 - Letty Kosterman, Nederlands presentatrice (overleden 2017)
- 18 - Antonios Naguib, Egyptisch patriarch van de koptisch-katholieke kerk (2006-2013) en kardinaal (overleden 2022)
- 21 - Brian Clough, Engels voetballer en voetbalmanager (overleden 2004)
- 21 - Filaret van Minsk en Sloetsk, Wit-Russisch patriarch van de Wit-Russisch-Orthodoxe kerk (overleden 2021)
- 22 - Jan Dahrs, Nederlands voetballer en voetbaltrainer (overleden 2024)
- 22 - M. Emmet Walsh, Amerikaans acteur (overleden 2024)
- 25 - Izabella Cywińska, Pools regisseur en politica (overleden 2023)
- 25 - Peter van Straaten, Nederlands tekenaar en cartoonist (overleden 2016)
- 26 - Mahmoud Abbas, president van de Palestijnse Autoriteit
- 26 - Peret, Catalaans zanger (overleden 2014)
- 27 - Maria Nowak, Pools-Frans econome (overleden 2022)
- 27 - Lucien De Pauw, Belgisch atleet
- 27 - Laurens van Rooyen, Nederlands pianist en componist (overleden 2024)
- 28 - Józef Szmidt, Pools atleet (overleden 2024)
- 29 - R. Dobru, Surinaams dichter, schrijver en politicus (overleden 1983)
- 29 - Sandra Harding, Amerikaans filosofe (overleden 2025)
- 29 - Wolfgang Uhlmann, (Oost-)Duits schaker (overleden 2020)
- 31 - Herb Alpert, Amerikaans trompettist

### april
- 1 - Hans Boswinkel, Nederlands acteur en regisseur (overleden 1999)
- 1 - Fernando del Paso,  Mexicaans schrijver (overleden 2018)
- 2 - Oskar Höfinger,  Oostenrijks beeldend kunstenaar (overleden 2022)
- 2 - Ivo Trumbić, Kroatisch waterpolospeler en -trainer (overleden 2021)
- 3 - Harold Kushner, Amerikaans rabbijn en schrijver (overleden 2023)
- 4 - Ton Schipper, Nederlands politicus (overleden 2007)
- 5 - Peter Grant, Brits acteur en manager van Led Zeppelin (overleden 1995)
- 7 - Bobby Bare sr., Amerikaans zanger, songwriter en tv-host
- 7 - Louis Proost, Belgisch wielrenner (overleden 2009)
- 8 - Ted de Braak, Nederlands televisiepresentator en cabaretier
- 8 - Hans Galjaard, Nederlands medicus en geneticus (overleden 2022)
- 8 - Minny Luimstra-Albeda, Nederlands politica (overleden 2024)
- 9 - Derk Snoep, Nederlands museumdirecteur (overleden 2005)
- 10 - Nicola Cabibbo, Italiaans natuurkundige (overleden 2010)
- 11 - Pierre Kartner, ("Vader Abraham"), Nederlands zanger en liedjesschrijver (overleden 2022)
- 12 - Andries Van den Abeele, Belgisch industrieel, politicus, monumentenzorger en historicus
- 12 - Jan Ceuleers, Vlaams journalist (overleden 2020)
- 12 - Raymond Van Dijck, Belgisch atleet (overleden 1997)
- 12 - Jimmy Makulis, Grieks schlagerzanger (overleden 2007)
- 12 - Stef Meeder, Nederlands organist (overleden 2024)
- 14 - Rodolfo Biazon, Filipijns politicus (overleden 2023)
- 14 - Erich von Däniken, Zwitsers schrijver ("Waren de goden kosmonauten?")
- 15 - Miel Cools, Vlaams zanger ("Boer Bavo", "Soldaat") (overleden 2013)
- 16 - Wim Esajas, Surinaams atleet (overleden 2005)
- 17 - Jules Royaards, Nederlands acteur
- 18 - Paul Rothchild, Amerikaans platenproducer (overleden 1995)
- 19 - Dudley Moore, Brits acteur en muzikant (overleden 2002)
- 20 - Henk Elsink, Nederlands cabaretier, zanger en schrijver (overleden 2017)
- 21 - Thomas Kean, Amerikaans politicus
- 23 - Bunky Green, Amerikaans jazzsaxofonist, -componist, -arrangeur en -docent (overleden 2025)
- 25 - Reinier Kreijermaat, Nederlands voetballer (overleden 2018)
- 26 - Cor Dam, Nederlands beeldend kunstenaar (overleden 2019)
- 30 - Hielke Faber, Nederlands organist

### mei
- 1 - Don Martina, Curaçaos politicus (overleden 2024)
- 2 - Luis Suárez, Spaans voetballer (overleden 2023)
- 3 - Igor Cornelissen, Nederlands journalist en publicist (overleden 2021)
- 3 - Wim Neijman, Nederlands tv-journalist en -presentator (overleden 2005)
- 4 - José Sanfilippo, Argentijns voetballer
- 5 - Bernard Pivot, Frans journalist en presentator (overleden 2024)
- 8 - Jack Charlton, Engels voetballer en voetbaltrainer (overleden 2020)
- 10 - Larry Williams, Amerikaans singer-songwriter (overleden 1980)
- 11 - Roland Anderson, Zweeds beeldhouwer (overleden 2013)
- 11 - Etienne Cocquyt, Belgisch tv-kok (overleden 2025)
- 12 - Gary Peacock, Amerikaans jazzmusicus en -componist (overleden 2020)
- 13 - John Engels, Nederlands jazzdrummer
- 13 - Alfred Evers, Belgisch volksvertegenwoordiger en burgemeester (overleden 2018)
- 15 - Don Bragg, Amerikaans atleet (overleden 2019)
- 15 - Gustaaf De Smet, Belgisch wielrenner (overleden 2020)
- 17 - Hugo Verpoest, Belgisch dammer (overleden 2012)
- 18 - Elena Zuasti, Uruguayaans actrice (overleden 2011)
- 20 - José Mujica, Uruguayaans politicus (overleden 2025)
- 22 - Leonardo Del Vecchio, Italiaans zakenman (overleden 2022)
- 23 - Martine Crefcoeur, Nederlands actrice (overleden 2020)
- 25 - Vic Millrose, Amerikaans songwriter en producer
- 26 - Thomas Fink, Duits jazzpianist (overleden 2023)
- 27 - Mal Evans, Brits roadmanager, persoonlijk assistent en muziekproducent (overleden 1976)
- 27 - Ramsey Lewis, Amerikaans jazzpianist en toetsenist (overleden 2022)
- 27 - Luud Schimmelpennink, Nederlands ontwerper en politicus (Provo)
- 28 - Anne Reid, Brits actrice
- 29 - André Brink, Zuid-Afrikaans schrijver (overleden 2015)
- 29 - Denis Worrall, Zuid-Afrikaans geleerde, zakenman, diplomaat en politicus (overleden 2023)
- 31 - Tootie Heath, Amerikaans jazzdrummer (overleden 2024)

### juni
- 3 - Jacques Poos, Luxemburgs politicus (overleden 2022)
- 5 - Misha Mengelberg, Nederlands pianist en componist (overleden 2017)
- 5 - Peter Schat, Nederlands componist (overleden 2003)
- 6 - Tenzin Gyatso (dalai lama), de 14de dalai lama, boeddhistisch leider
- 7 - Ervin Zádor, Hongaars waterpolospeler (overleden 2012)
- 8 - Trins Snijders, Nederlands actrice (overleden 2025)
- 8 - Gert Timmerman, Nederlands zanger en muzikant (overleden 2017)
- 10 - Vic Elford, Brits Formule 1-coureur (overleden 2022)
- 12 - Henk van Brussel, Nederlands voetballer en voetbaltrainer (overleden 2007)
- 13 - Christo (Christo Vladimirov Javacheff), Bulgaars-Amerikaans kunstenaar (overleden 2020)
- 13 - Annemarie Grewel, Nederlands wetenschapster en politica (overleden 1998)
- 14 - Vivian Gornick, Amerikaans feministisch schrijfster
- 14 - Maurits de Vries (Zwarte Joop), Nederlands crimineel (overleden 1986)
- 15 - Doug Crane, Amerikaans animator, striptekenaar en docent (overleden 2020)
- 17 - Johannes Boersma, Nederlands archeoloog
- 17 - Jaap Gutker, Nederlands burgemeester (overleden 2022)
- 18 - John Spencer, Engels snookerspeler (overleden 2006)
- 18 - Mitsuteru Yokoyama, Japans mangaka (overleden 2004)
- 21 - Monte Markham, Amerikaans acteur
- 21 - Françoise Sagan, Frans schrijfster ("Bonjour Tristesse") (overleden 2004)
- 21 - Jacques Schols, Nederlands jazzbassist (overleden 2016)
- 21 - Ágnes Simon, Hongaars tafeltennisspeelster (overleden 2020)
- 23 - Bruce Jacobi, Amerikaans autocoureur (overleden 1987)
- 23 - György Kárpáti, Hongaars waterpoloër (overleden 2020)
- 24 - Wim Gerlach, Nederlands bokser (overleden 2007)
- 25 - Larry Kramer, Amerikaans (toneel)schrijver en homoactivist (overleden 2020)
- 25 - Tony Lanfranchi, Brits autocoureur (overleden 2004)
- 26 - Gerard van Grieken, Nederlands beeldend kunstenaar (overleden 2010)
- 27 - Elly Witkamp, Nederlands atlete (overleden 2021)
- 28 - Aad van den Heuvel, Nederlands journalist en televisiepresentator (overleden 2020)
- 29 - Pedro Romualdo, Filipijns politicus (overleden 2013)
- 30 - Loren Cunningham, Amerikaans zendeling en schrijver (overleden 2023)

### juli
- 1 - David Prowse, Brits gewichtheffer, bodybuilder en acteur (overleden 2020)
- 2 - Dick Dolman, Nederlands politicus (overleden 2019)
- 3 - Wil Hulshof-van Montfoort, Nederlands atlete
- 3 - Harrison Schmitt, Amerikaans astronaut en geoloog
- 4 - Clemens Wisse, Nederlands schrijver
- 8 - Steve Lawrence, Amerikaans zanger, acteur en entertainer (overleden 2024)
- 9 - Wim Duisenberg, Nederlands econoom, politicus en centrale bankier (overleden 2005)
- 9 - Mercedes Sosa, Argentijns zangeres (overleden 2009)
- 10 - Ton ter Linden, Nederlands kunstschilder en tuinontwerper
- 12 - Barry Mason, Brits songwriter (overleden 2021)
- 14 - Donald Arnold, Canadees roeier
- 17 - J. Max Bond Jr., Amerikaans architect (overleden 2009)
- 17 - Eelke de Jong, Nederlands journalist en schrijver (overleden 1987)
- 17 - Peter Schickele, Amerikaans componist  (overleden 2024)
- 17 - Donald Sutherland, Canadees acteur (overleden 2024)
- 19 - Philip Agee, Amerikaans spion, publicist en klokkenluider (overleden 2008)
- 20 - Henk Molleman, Nederlands politicus en ambtenaar (overleden 2005)
- 21 - Norbert Blüm, Duits politicus (overleden 2020)
- 22 - Shireen Strooker, Nederlands actrice (overleden 2018)
- 26 - Hugo Ryckeboer, Belgisch dialectoloog (overleden 2020)
- 28 - Massimo Natili, Italiaans autocoureur (overleden 2017)
- 29 - Peter Schreier, Duits tenor en dirigent (overleden 2019)

### augustus
- 4 - Michaël Slory, Surinaams dichter (overleden 2018)
- 6 - Mário Coluna, Portugees voetballer (overleden 2014)
- 6 - Floor Kist, Nederlands tekstschrijver en diplomaat
- 8 - Donald Bellisario, Amerikaans televisieproducent
- 8 - Joe Tex, een Amerikaans zanger (overleden 1982)
- 9 - Georges Anthuenis, Belgisch politicus
- 9 - Klaus Stürmer, Duits voetballer (overleden 1971)
- 10 - Wim Klooster, Nederlands letterkundige en hoogleraar (overleden 2019)
- 10 - Ad van Luyn, Nederlands rooms-katholiek geestelijke (bisschop van Rotterdam 1994-2011)
- 11 - Chris Yperman, Belgisch schrijfster en dichteres (overleden 2015)
- 12 - John Cazale, Amerikaans acteur (overleden 1978)
- 12 - Wim Gerritsen, Nederlands neerlandicus en literatuurhistoricus (overleden 2019)
- 13 - René Abadie, Frans wielrenner (overleden 1996)
- 13 - Johan Verschuuren, Nederlands weerpresentator (overleden 2021)
- 14 - Wim Zaal, Nederlands journalist, publicist, dichter en recensent (overleden 2021)
- 16 - Freek van Muiswinkel, Nederlands acteur (overleden 1999)
- 16 - Arnaldo Pambianco, Italiaans wielrenner (overleden 2022)
- 16 - Johnny Williams, Brits voetballer (overleden 2011)
- 18 - Rafer Johnson, Amerikaans atleet (overleden 2020)
- 18 - Joke de Korte, Nederlands zwemster
- 19 - Victor Ambrus, Hongaars-Brits illustrator (overleden 2021)
- 20 - Ron Paul, Amerikaans Republikeins Afgevaardigde
- 20 - David Ruelle, Belgisch natuurkundige
- 21- Vladimir Oboechov, Russisch basketbalcoach (overleden 2020)
- 21 - Ruud Vermaaten, Nederlands politicus (overleden 2023)
- 22 - Annie Proulx, Amerikaans journaliste en schrijfster (onder andere Brokeback Mountain)
- 25 - Gerrit Jan van Bork, Nederlands literatuurwetenschapper (overleden 2025)
- 25 - José Ramos Delgado, Argentijns voetballer (overleden 2010)
- 29 - Hugo Brandt Corstius, Nederlands computertaalkundige en schrijver (overleden 2014)
- 29 - William Friedkin, Amerikaans filmregisseur (overleden 2023)
- 30 - Ruud Huysmans, Nederlands priester en kerkjurist
- 30 - Gerhard Mitter, Duits autocoureur (overleden 1969)
- 30 - John Phillips, Amerikaans zanger, gitarist, en songwriter (The Mamas and the Papas) (overleden 2001)
- 31 - Leen Pfrommer, Nederlands schaatscoach (overleden 2023)
- 31 - Theo Schoofs, Belgisch politicus (Volksunie; VLD) en burgemeester (overleden 2023)

### september
- 1 - André Bar, Belgisch wielrenner
- 1 - Jan Buursink, Nederlands hoogleraar sociale geografie (overleden 2018)
- 1 - Mel Lopez, Filipijns politicus, burgemeester van Manilla (overleden 2017)
- 1 - Seiji Ozawa, Japans dirigent (overleden 2024)
- 1 - Arvo Pärt, Ests componist
- 2 - Marc Augé, Frans antropoloog (overleden 2023)
- 2 - Vladimír Válek, Tsjechisch dirigent (overleden 2025)
- 3 - Otto Ketting, Nederlands componist (overleden 2012)
- 5 - Dieter Hallervorden, Duits acteur, komiek en cabaretier
- 6 - Boris Blom, ook bekend als Bob Bouber, Nederlands acteur, regisseur en zanger (overleden 2019)
- 6 - Sigrid Koetse, Nederlands actrice (overleden 2025)
- 7 - Abdou Diouf, Senegalees politicus
- 7 - Jorge Griffa, Argentijns voetballer (overleden 2024)
- 7 - Pedro Waldemar Manfredini, Argentijns voetballer (overleden 2019)
- 9 - Rob Herwig, Nederlands schrijver (overleden 2022)
- 9 - Chaim Topol, Israëlisch acteur (overleden 2023)
- 10 - Giacomo Losi, Italiaans voetballer (overleden 2024)
- 10 - Paul van Vliet, Nederlands cabaretier en ambassadeur voor Unicef (overleden 2023)
- 11 - Károly Palotai, Hongaars voetballer en voetbalscheidsrechter (overleden 2018)
- 11 - Arvo Pärt, Ests componist
- 11 - German Titov, Russisch kosmonaut (overleden 2000)
- 15 - Peter Vos, Nederlands tekenaar en illustrator (overleden 2010)
- 16 - Carl Andre, Amerikaans beeldhouwer (overleden 2024)
- 16 - Esther Vilar, Argentijns-Duits schrijfster en arts
- 17 - Ken Kesey, Amerikaans schrijver (One Flew Over the Cuckoo's Nest) (overleden 2001)
- 17 - Serge Klarsfeld, Joods-Frans jurist en nazi-jager
- 17 - Bas van Toor, Nederlands clown en acrobaat (Bassie van Bassie en Adriaan)
- 18 - Joop Niezen, Nederlands voetballer en sportjournalist (overleden 2025)
- 19 - Velasio De Paolis, Italiaans kardinaal (overleden 2017)
- 21 - Benjamin Abalos, Filipijns politicus
- 21 - Stella Bos, Nederlands zangeres (overleden 2022)
- 21 - Sietse Bosgra, Nederlands politiek activist (overleden 2023)
- 22 - Hans Sleutelaar, Nederlands dichter (overleden 2020)
- 25 - Adrien Douady, Frans wiskundige (overleden 2006)
- 25 - Bjarne Liller Pedersen, Deens zanger, songwriter en acteur (overleden 1993)
- 25 - Maj Sjöwall, Zweeds detectiveschrijfster en vertaalster (overleden 2020)
- 26 - Henk Nijdam, Nederlands wielrenner (overleden 2009)
- 29 - Mylène Demongeot, Frans actrice (overleden 2022)
- 29 - Jerry Lee Lewis, Amerikaans rock-and-roll-zanger en -pianist (onder andere "Great Balls of Fire") (overleden 2022)

### oktober
- 1 - Julie Andrews, Brits actrice (onder andere The Sound of Music)
- 1 - Antoni Stankiewicz, Pools curiebisschop (overleden 2021)
- 2 - Tjabel Ras, Nederlands atleet
- 4 - Horst Janson, Duits acteur (overleden 2025)
- 5 - Jos Lambrechts, Belgisch atleet (overleden 2015)
- 5 - Oswald Wiener, Oostenrijks schrijver (overleden 2021)
- 6 - Charito Solis, Filipijns actrice (overleden 1998)
- 7 - Thomas Keneally, Australisch schrijver van het boek Schindler's List
- 8 - Harry Lamme, Nederlands waterpolospeler (overleden 2022)
- 9 - Paul Beers, Nederlands schrijver en vertaler (overleden 2024)
- 9 - Edward Windsor, hertog van Kent
- 10 - Ramdien Sardjoe, Surinaams politicus
- 10 - Ousmane Sow, Senegalees beeldhouwer (overleden 2016)
- 12 - Sam Moore, Amerikaans zanger, helft van het duo Sam & Dave (overleden 2025)
- 12 - Luciano Pavarotti, Italiaans operazanger (overleden 2007)
- 13 - Philippine Aeckerlin, Nederlands actrice
- 14 - Blackjack Lanza, Amerikaans worstelaar (overleden 2021)
- 15 - Gert van den Berg, Nederlands politicus (SGP) (overleden 2024)
- 15 - Hans Croiset, Nederlands acteur en regisseur
- 15 - Barry McGuire, Amerikaans zanger ("Eve of Destruction")
- 15 - Bobby Morrow, Amerikaans atleet (overleden 2020)
- 17 - Milkha Singh, Indiaas atleet (overleden 2021)
- 18 - Peter Boyle, Amerikaans acteur (overleden 2006)
- 18 - Jan-August Van Calster, Belgisch politicus (overleden 2013)
- 20 - Fabio Cudicini, Italiaans voetbaldoelman (overleden 2025)
- 20 - Vincent King, Brits schrijver (overleden 2000)
- 20 - Frank Laufer, Nederlands fotograaf en wereldverbeteraar (overleden 2009)
- 20 - Jaap Nienhuis, Nederlands presentator
- 20 - Jerry Orbach, Amerikaans acteur (overleden 2004)
- 20 - Yeremey Parnov, Russisch schrijver (overleden 2009)
- 22 - Karel Anthierens, Belgisch journalist en redacteur (overleden 2022)
- 23 - Egon Franke, Pools schermer (overleden 2022)
- 23 - Chi-Chi Rodríguez, Puerto Ricaans golfer (overleden 2024)
- 24 - Luc Boyer, Nederlands mimespeler (overleden 2024)
- 24 - Antonino Calderone, Italiaans maffioso (overleden 2013)
- 25 - Ton Hardonk, Nederlands burgemeester (overleden 2015)
- 25 - André Telting, Surinaams politicus en bankier (overleden 2010)
- 29 - Isao Takahata, Japans animeregisseur (overleden 2018)
- 30 - Ágota Kristóf, Franstalig Zwitsers schrijfster van Hongaarse afkomst (overleden 2011)
- 30 - Michael Winner, Brits filmregisseur en culinair journalist (overleden 2013)
- 31 - Ron GrahfGrahfamt fffff0am, Amerikaans wiskundige (overleden 2020)
- 31 - Mohammed Hoessein Tantawi, Egyptisch militair en politicus (overleden 2021)

### november
- 1 - Jacques Cornet, Belgisch atleet
- 1 - Edward Said, Palestijns-Amerikaans literatuurwetenschapper (overleden 2003)
- 4 - Willem van Toorn, Nederlands dichter, romanschrijver en vertaler (overleden 2024)
- 5 - Nicholas Maw, Brits componist (overleden 2009)
- 5 - Lester Piggott, Brits jockey (overleden 2022)
- 6 - Bea Vianen, Surinaams schrijfster (overleden 2019)
- 8 - Alain Delon, Frans acteur (overleden 2024)
- 8 - Alfonso López Trujillo, Colombiaans kardinaal (overleden 2008)
- 9 - Klaas R. Veenhof, Nederlands assyrioloog (overleden 2023)
- 11 - Bibi Andersson, Zweeds actrice (overleden 2019)
- 11 - John Patrick Foley, Amerikaans kardinaal (overleden 2011)
- 11 - Sam McQuagg, Amerikaans racecoureur (overleden 2009)
- 12 - Tom Brumley, Amerikaans Steel-gitarist (overleden 2009)
- 13 - Hein Wellens, Nederlands cardioloog en hoogleraar (overleden 2020)
- 14 - Hoessein, koning van Jordanië (overleden 1999)
- 15 - Yıldırım Akbulut, Turks politicus; premier 1989-1991 (overleden 2021)
- 15 - Ken Douglas, Nieuw-Zeelands politicus en vakbondsman (overleden 2022)
- 16 - France-Albert René, Seychelliaans politicus (overleden 2019)
- 19 - Michael Stein, Nederlands journalist (overleden 2009)
- 22 - Ljoedmila Belooesova, Russisch kunstschaatsster (overleden 2017)
- 23 - Vladislav Volkov, Russisch kosmonaut (overleden 1971)
- 24 - Erik Jurgens, Nederlands politicus, hoogleraar en bestuurder
- 25 - Gerda van Cleemput, Belgisch schrijfster (overleden 2022)
- 27 - Jan Bouwman, Nederlands zwemmer (overleden 1999)
- 29 - Joan Harrison, Zuid-Afrikaans zwemster
- 29 - Diane Ladd, Amerikaans actrice

### december
- 1 - Woody Allen, Amerikaans regisseur
- 1 - Ron Carey, Amerikaans acteur (overleden 2007)
- 1 - Romain Poté, Belgisch atleet (overleden 2010)
- 1 - Lou Rawls, Amerikaans zanger (overleden 2006)
- 3 - Tony Mordente, Amerikaans televisieregisseur (overleden 2024)
- 9 - Christopher Pratt, Canadees kunstschilder (overleden 2022)
- 11 - Pranab Mukherjee, Indiaas politicus; president 2012-2017 (overleden 2020)
- 11 - Tiny Muskens, Nederlands rooms-katholiek geestelijke (bisschop van Breda 1994-2007) (overleden 2013)
- 14 - Barbara Leigh-Hunt, Brits actrice (overleden 2024)
- 16 - Nelson Pessoa, Braziliaans springruiter
- 18 - Bonno Spieker, Nederlands politicus (overleden 2017)
- 21 - Armin Kurt Seiffert, Amerikaans stuurman bij het roeien
- 22 - Anatoli Sass, Russisch roeier (overleden 2023)
- 23 - Johnny Kidd, Engels zanger (overleden 1966)
- 25 - Henk van der Grift, Nederlands schaatser
- 26 - Abdul "Duke" Fakir, Amerikaans zanger van de Four Tops (overleden 2024)
- 26 - Moisés Solana, Mexicaans autocoureur (overleden 1969)
- 29 - Meinard Kraak, Nederlands zanger (overleden 2022)
- 30 - Omar Bongo, president van Gabon (overleden 2009)

### datum onbekend
- Fenny ten Bosch, Nederlands tennisster (overleden 1959)
- Cees den Daas, Nederlands televisieproducent en bestuurder
- Johnny Tholen, alias Johnny Otis of Johnny Pepper, Nederlands zanger en ondernemer (overleden 2021)

## Overleden
januari
- 1 - Francis Bourne (73), Brits kardinaal-aartsbisschop van Westminster
- 5 - Daan Hoeksema (55), Nederlands tekenaar
- 8 - Willem Nieuwenhuis (49), Nederlands journalist
- 9 - Ulferdus Gerhardus Schilthuis (77), Nederlands politicus
- 10 - Teddy Flack (64), Australisch atleet en tennisser
- 11 - Gottlieb von Jagow (71), Duits politicus
- 11 - Marcella Sembrich (76), Pools/Amerikaans operazangeres
- 12 - Jan Koster (59), Nederlands ondernemer en politicus
- 13 - Jacob Adriaan Kalff (65), Nederlands bestuurder, zittend minister van waterstaat
- 22 - Simon Maris (61), Nederlands schilder
- 25 - Valerian Koejbysjev (46), Sovjet-Russisch politicus
- 26 - José Sánchez Guerra (75), Spaans politicus
- 28 - Michail Ippolitov-Ivanov (75), Russisch componist, dirigent en muziekpedagoog
- 29 - Francis Koenen (35), Nederlands violist

februari
- 2 - Lieven Gevaert (66), Belgisch ondernemer
- 3 - Hugo Junkers (76), Duits luchtvaartpionier en wetenschapper.
- 8 - Max Liebermann (87), Duits schilder
- 12 - Auguste Escoffier (88), Frans kok
- 13 - Herbert Giles (89), Brits sinoloog
- 13 - Frans Wiemans (46), Nederlands bouwkundig ingenieur, architect en componist
- 14 - Ali ibn Hoessein, sjarif van Mekka en koning van de Hidjaz (1924-1925)
- 23 - Jan Duiker (45), Nederlands architect
- 27 - D. van Gulik (66), Nederlands meteoroloog
- 28 - Alexander Idenburg (73), Nederlands koloniaal bestuurder

maart
- 1 - Nicolaus Bares (64), Duits theoloog en bisschop
- 2 - Murk Jansen (67), Nederlands chirurg
- 6 - Oliver Wendell Holmes jr. (93), Amerikaans jurist en rechtsfilosoof
- 10 - Carl Sander (77), Noors componist/organist
- 12 - Michael Pupin (76), Servisch-Amerikaans natuurkundige
- 16 - John Macleod (58), Schots fysioloog en Nobelprijswinnaar
- 16 - Aaron Nimzowitsch (48), Russisch schaker
- 17 - Albert Van Huffel (58), Belgisch architect
- 22 - Otto Lanz (69), Zwitsers chirurg
- 22 - Alexander Moisi (55), Albanees acteur
- 28 - Tielman Roos (55), Zuid-Afrikaans politicus
- 29 - Corstiaan van Drimmelen (74), Nederlands bestuurder in Suriname
- William Degouve de Nunques, Belgisch schilder

april
- 1 - Theodorus Marinus Roest van Limburg (69), Nederlands politiefunctionaris
- 2 - Pierre Renaudel (64), Frans politicus
- 3 - Ernst-Aleksandr Joll (32), Estisch voetballer
- 4 - Charles Richet (84), Frans fysioloog en Nobelprijswinnaar
- 5 - Achille Locatelli (79), Italiaans kardinaal
- 12 - Armand De Ceuninck (76?), Belgisch militair
- 13 - León María Guerrero (82), Filipijns apotheker en botanicus
- 14 - Emmy Noether (53), Duits wiskundige
- 19 - Panaït Istrati (50), Roemeens schrijver
- 20 - Juliaan De Vriendt (93), Belgisch schilder
- 22 - Ferdinand Oldewelt (77), Nederlands schilder
- 23 - Lorenzo Schioppa (63), Italiaans aartsbisschop, diplomaat van het Vaticaan
- 24 - Eduard Brom (72), Nederlands dichter
- 24 - Herman Schaap (87), Nederlands advocaat

mei
- 4 - Lodewijk Scharpé (65), Professor en flamingant.
- 9 - Harm Smeenge (82), Nederlands politicus
- 10 - Arie Smit (90), Nederlands scheepsbouwer
- 10 - François Waller (75), Nederlands industrieel
- 12 - Józef Piłsudski (67), president van Polen.
- 13 - Opoe Tjadens (106), oudste inwoonster van Nederland
- 15 - Kasimir Malewitsj (57), Oekraïens kunstschilder
- 17 - Paul Dukas (69), Frans componist
- 17 - Willem Dirk Henrik baron Van Asbeck (76), Nederlands diplomaat en koloniaal bestuurder
- 19 - Thomas Edward Lawrence (46), Brits prozaschrijver, archeoloog en militair
- 20 - Jakob van Schevichaven (68), Nederlands schrijver (pseudoniem Ivans)
- 21 - Jane Addams (74), Amerikaans sociologe en politica
- 21 - Hugo de Vries (87), Nederlands geneticus
- 26 - Jane Thylda (66), Frans actrice en societyfiguur
- 29 - Josef Suk (61), Tsjechisch componist

juni
- 2 - William James Cohen Stuart (78), Nederlands militair en minister
- 4 - Alexander von Linsingen (85), Duits militair
- 6 - Jacques Urlus (68), Nederlands zanger
- 18 - Bror Wiberg (45), Fins voetballer
- 22 - Hendrika van Tussenbroek (80), Nederlands componiste, pianiste, pedagoge
- 23 - J.T. Grein (72), Nederlands/Brits theaterdirecteur en toneelcriticus

juli
- 3 - André Citroën (57), Frans industrieel
- 7 - Virginia Fair Vanderbilt (60), Amerikaans filantrope
- 9 - Pietro La Fontaine (74), Italiaans kardinaal
- 12 - Ernesto Brown (50), Argentijns voetballer
- 12 - Alfred Dreyfus (75), joods-Frans officier (zie Dreyfus-affaire)
- 15 - Jacob Prinsen (69), Nederlands letterkundige
- 16 - Pieter Cort van der Linden (89), Nederlands politicus
- 17 - Daniel Salamanca (66), zittend president van Bolivia
- 21 - Leonard Charles van Noppen (67), Nederlands/Amerikaans letterkundige en vertaler
- 22 - Abram Muller (74), Nederlands zakenman
- 24 - Frits Went (72), Nederlands bioloog

augustus
- 8 - Georgine Schwartze (81), Nederlands beeldhouwster
- 12 - Tetsuzan Nagata (51), Japans politicus
- 13 - Joan Berg (84), Nederlands schilder
- 15 - Gerard von Brucken Fock (75), Nederlands componist en schilder
- 15 - Adri van de Ven (62) Nederlands bariton en Bas
- 16 - Wiley Post (36), Amerikaans luchtvaartpionier
- 17 - Johan Herbschleb (60), Nederlands musicus
- 19 - Eduard Gerzon (72), Nederlands ondernemer
- 19 - Helmut Röpnack (50), Duits voetballer
- 23 - Pavlos Konduriotis (80), Grieks militair en politicus
- 26 - Jo Goetzee (51), Nederlands atleet
- 26 - Walter Schücking (60), Duits jurist
- 28 - Anton Handlirsch (70), Oostenrijks entomoloog
- 29 - Koningin Astrid van België (29)
- 30 - Henri Barbusse (62), Frans schrijver
- 31 - Jan De Vroey (63), Belgisch architect

september
- 3 - Johannes Aengenent (62), Nederlands bisschop
- 10 - Huey Long (42), Amerikaans politicus
- 11 - Freda Du Faur (52), Australisch alpiniste
- 18 - Jules Cambon (90), Frans diplomaat
- 18 - Vojislav Marinković (59), Joegoslavisch politicus
- 19 - Oscar Lagrou (58), Belgisch ondernemer
- 28 - William Kennedy Dickson (75), Anglo-Amerikaans filmpionier

oktober
- 4 - Gustav Grade (66), Duits variétéartiest
- 5 - Henry de Jouvenel (59), Frans politicus en diplomaat
- 9 - Gustaf Adolf Boltenstern sr. (74) Zweeds ruiter
- 18 - Robert Dahlander (65), Zweeds elektrotechnisch ingenieur
- 20 - Arthur Henderson (72), Brits politicus
- 22 - Edward Carson (81), Iers-Brits politicus
- 25 - Henri Pirenne (72), Belgisch historicus
- 26 - Robert Fruin (77), Nederlands historicus en archivaris

november
- 4 - Bernard Loder (86), Nederlands jurist
- 4 - Abraham Staalman (64), Nederlands bestuurder
- 6 - Laurids Bruun (71), Deens schrijver
- 6 - Eurico Lara (38), Braziliaanse voetballer
- 14 - Thom Denijs (58), Nederlands zanger
- 16 - Emile Francqui (72), Belgisch politicus
- 18 - Anton Hekking (80), Nederlands cellist
- 20 - John Jellicoe (75), Brits admiraal
- 25 - Iyasu V (48), keizer van Ethiopië (1913-1916)
- 26 - Greta Bruigom (39), Nederlands schilderes
- 28 - Erich von Hornbostel (58), Oostenrijks etnomusicoloog en muziekpedagoog
- 28 - Friedrich Rosen (79), Duits politicus en diplomaat
- A.C.C. de Vletter (69), Nederlands kinderboekenschrijver

december
- 3 - Victoria (67), Brits prinses
- 4 - Johan Halvorsen (71), Noors componist
- 4 - Tuffy Neugen (37), Braziliaans voetballer
- 5 - Frans Erens (78), Nederlands schrijver
- 6 - Jacob Daalder (73), Nederlands onderwijzer en schrijver
- 11 - Charles Robert Richet (85), Frans fysioloog
- 13 - Victor Grignard (64), Frans chemicus
- 16 - Albert Spear Hitchcock (70), Amerikaans botanicus
- 21 - Kurt Tucholsky (45), Duits schrijver
- 23 - Frederik Huart (39), Nederlands jurist
- 24 - Alban Berg (50), Oostenrijks componist
- 24 - Paul Bourguet (83), Frans schrijver
- 29 - Adolphe Lacomblé (78), Belgisch advocaat en fotograaf
- 30 - Rufus Isaacs (75), Brits politicus
- 31 - Roland Koester (53), Duits diplomaat

## Weerextremen in België
- winter: Na 1923 winter met laagste zonneschijnduur: 100 (normaal 209 u).
- 7 april: 35 cm sneeuw in Drossart (Baelen).
- april: April met hoogst aantal neerslagdagen: 29 (normaal 17).
- 19 mei: 6 opeenvolgende dagen met sneeuwval in de Hoge Venen.
- 1 augustus: Minimumtemperatuur in Wardin (Bastogne): 0,6 °C.
- 27 oktober: In 24 uur 165 mm neerslag in Bütgenbach en 128 mm op de Baraque Michel (Jalhay).

Bron: KMI Gegevens Ukkel 1901-2003  met aanvullingen 
← · januari · februari · maart · april · mei · juni · juli · augustus · september · oktober · november · december ·  →